# Graft (serial cinematografico)
 Graft è un serial del 1915 diretto da George Lessey e Richard Stanton in venti episodi. Hobart Henley fu il protagonista maschile dei primi tre episodi. Il ruolo fu quindi affidato a Harry Carey.

## Produzione
Il serial fu prodotto dalla Universal Film Manufacturing Company.

## Distribuzione
Distribuito dalla Universal Film Manufacturing Company. Il film viene considerato perduto. Il serial fu distribuito nel Regno Unito nel 1915 dalla The Trans-Atlantic Film Company con il titolo Greed.

### Date di uscita
- USA 	11 dicembre 1915 Liquor and the Law (1º episodio)
- USA	18 dicembre 1915 The Tenement House Evil	 (episodio 2)
- USA	25 dicembre 1915 The Traction Grab	 (episodio 3)
- USA	1º gennaio 1916	 The Power of the People (episodio 4)
- USA	8 gennaio 1916	 Grinding Life Down (episodio 5)
- USA	15 gennaio 1916	 The Railroad Monopoly(episodio 6)
- USA	22 gennaio 1916	 America Saved from War(episodio 7)
- USA	29 gennaio 1916	 Old King Coal (episodio 8)
- USA	5 febbraio 1916	 The Insurance Swindlers (episodio 9)
- USA	12 febbraio 1916	 The Harbor Transportation Trust (episodio 10)
- USA	19 febbraio 1916	 The Illegal Bucket Shops (episodio 11)
- USA	26 febbraio 1916	 The Milk Battle (episodio 12)
- USA	5 marzo 1916	 Powder Trust and the War (episode 13)
- USA	12 marzo 1916	 The Iron Ring (episode 14)
- USA	19 marzo 1916	 The Patent Medicine Danger(episode 15)
- USA	26 marzo 1916 The Pirates of Finance (episode 16)
- USA	2 aprile 1916	 The Queen of the Prophets(episode 17)
- USA	9 aprile 1916	 The Hidden City of Crime (episode 18)
- USA	16 aprile 1916	 The Photo Badger Game (episode 19)
- USA	23 aprile 1916	 The Final Conquest (episode 20)

Alias
- Graft USA (titolo originale)
- Greed UK